# Plasa Otaci, județul Soroca
Plasa Otaci a fost o unitate administrativ-teritorială din perioada interbelică, în județul Soroca din România. Plasa a fost înființată în anul 1925, după aprobarea legii cu privire la unificarea teritorial-administrative a României și a existat până la reforma administrativă din 1929. În anul 1938 plasa Otaci a fost reînființată în componența aceluiași județ Soroca din cadrul ținutului Prut. După anexarea Basarabiei de către Uniunea Sovietică în anul 1940, plasa Otaci a fost transformată în raionul Otaci.

## Localități
| Comună             | Sate                           | Amplasarea în prezent |
| ------------------ | ------------------------------ | --------------------- |
| 1. Arionești       |                                |                       |
| Arionești          | Arionești, Dondușeni           |                       |
| Unguri             | Unguri, Ocnița                 |                       |
| 2. Briceni         |                                |                       |
| Briceni            | Briceni                        |                       |
| Gârbova            | Gârbova                        |                       |
| Sauca              | Sauca                          |                       |
| 3. Climăuți        |                                |                       |
| Climăuți           | Climăuți                       |                       |
| Ciornoleuca        | Ciornoleuca                    |                       |
| Moșana             | Moșana                         |                       |
| 4. Lipnic          |                                |                       |
| Bârnova            | Bârnova                        |                       |
| Lipnic             | Lipnic                         |                       |
| Ocnița-Sat         | Ocnița                         |                       |
| Ocnița-Gară        | Ocnița                         |                       |
| Paustova           | Paustova, Ocnița               |                       |
| 5. Otaci           |                                |                       |
| Călărășeuca        | Călărășeuca                    |                       |
| Codreni            | Codreni                        |                       |
| Otaci- Sat         | Otaci                          |                       |
| Otaci-Târg         | Otaci                          |                       |
| Volcineț           | Vălcineț, Ocnița               |                       |
| 6. Rudi            |                                |                       |
| Niorcani           | Niorcani, Soroca               |                       |
| Pocrovca           | Pocrovca, Dondușeni            |                       |
| Rudi               | Rudi, Soroca                   |                       |
| Samoileuca         | comasată cu satul Rudi, Soroca |                       |
| Tolocănești        | Tolocănești, Soroca            |                       |
| 7. Sudarca         |                                |                       |
| Braicău            | Braicău                        |                       |
| Crișcăuți          | Crișcăuți                      |                       |
| Horodiștea         | Horodiștea                     |                       |
| Sudarca            | Sudarca                        |                       |
| 8. Verejeni        |                                |                       |
| Lencăuți           | Lencăuți                       |                       |
| Mereseuca-Lencăuți | Mereșeuca, Ocnița              |                       |
| Mereseuca- Otaci   | desființat                     |                       |
| Naslavcea          | Naslavcea, Ocnița              |                       |
| Naslavcea-Nouă     | comasat cu Naslavcea, Ocnița   |                       |
| Verejeni           | Verejeni                       |                       |